# Велик княз
Велик княз е титла на независим владетел в древноруските княжества, в чиито владения са включени други, васални на него княжества. Титлата по ранг е по-нисша от тази на цар или крал, но по-висока от тази на княз.
След обединението на руските земи около Москва през 1521 г. титлата „велик княз“ е могла да се носи само от владетелите на Великото московско княжество. Със същата титла са се титулували и владетелите на Великото литовско княжество, което е обединителен център и на беларуските, руските и западноруските земи.
През 1547 г. великият московски княз Иван Грозни официално приема титлата „цар“, която е трябвало да символизира значителното надмощие и престиж на московските владетели над останалите руски князе. През 1721 г. с решение на Петър I руските монарси започват да се титулуват като „императори“. Въпреки това титлата „велик княз“ продължава да се употребява в пълната титла на руския император при изброяването на намиращите се под негова власт земи: …цар казански, астрахански и сибирски, велик княз смоленски, тверски, вятски и техните земи….
По-късно с титлите „велик княз“ и „велика княгиня“ започнали да се титулуват децата (съответно от мъжки и женски пол) на царстващия монарх, което е узаконено официално със специален документ от Павел I от 5 април 1791 г. Титлата съответствала приблизително на западноевропейската титла принц и престолонаследник. Титлата „велик княз (княгиня)“ дава формално право на притежателя ѝ да има претенции към престола на Руската империя. С решение на императора носителят на титлата може да бъде лишен от нея, ако обстоятелствата на раждането му или животът, който води, са в противоречие с документа за статута на царското семейство.